# Bubba Bean
(en) Statistiques sur pro-football-reference
Earnest Ray Bean dit Bubba Bean (né le 26 janvier 1954 à Kirbyville) est un joueur américain de football américain.

## Carrière

### Université
Bean joue à l'université du Texas A&M, jouant pour les Aggies.

### Professionnel
Bubba Bean est sélectionné au premier tour du draft de la NFL de 1976 par les Falcons d'Atlanta au neuvième choix. Pour sa première saison, il joue comme remplaçant, marquant quand même trois touchdowns avant de ne pas jouer la saison 1977.
En 1978, il revient en tant que titulaire et marque quatre touchdowns. Il fait sa dernière saison en 1979, jouant onze matchs comme titulaire mais marque un seul touchdown. Il est libéré par les Falcons dès la fin de la saison notamment à cause de ses sept fumbles en 1979.